# SK Gullegem
SK Gullegem was een Belgische voetbalclub uit Gullegem. De club was bij de KBVB aangesloten met stamnummer 6216 en had rood en wit als kleuren. De club speelde in haar bestaan 12 jaar in de nationale reeksen, maar ging in 2002 op in fusieclub KSK Wevelgem City.

## Geschiedenis
De club ontstond in 1959 en sloot zich als Sportkring Gullegem aan bij de Belgische Voetbalbond, waar men stamnummer 6216 kreeg. Gullegem ging van start in de laagste provinciale reeksen.
De nieuwe club klom in snel tempo op: na twee seizoenen werd SK Gullegem al kampioen in Vierde Provinciale, twee jaar later herhaalde men dit in Derde. Nog eens twee jaar later stootte men al door naar Eerste Provinciale. Ook daar werd Gullegem in 1968 kampioen en zo bereikte men voor het eerst de nationale reeksen. Gullegem draaide de volgende jaren in Vierde Klasse meteen mee met de beteren. In 1974 strandde het echter afgetekend op een laatste plaats en zo zakte de club na zes jaar nationaal voetbal weer naar de provinciale reeksen. In 1981 keerde Gullegem nog eens terug in Vierde Klasse. Ditmaal duurde het verblijf er twee seizoenen; in 1983 degradeerde de club weer naar Provinciale.
Het duurde ditmaal tot 1998 eer Gullegem nog eens nationaal kon voetballen. In 1999/2000, het tweede seizoen in Vierde Klasse, behaalde Gullegem er al een plaats in de eindronde, net als buurploeg KFC SV Wevelgem City. In die eindronde werd men uitgeschakeld door Diegem Sport. Ook in 2001 waren Wevelgem City en Gullegem beide succesvol. De clubs eindigden respectievelijk tweede en derde en mochten beide naar de eindronde. Beide haalden ze er een finalewedstrijd, waar ze beide verloren, maar door het verdwijnen van clubs in de hogere reeksen kwamen extra promotieplaatsen beschikbaar. Wevelgem en Gullegem stegen zo in 2001 naar Derde Klasse. Voor SK Gullegem was dit de eerste keer in de clubgeschiedenis.
Gullegem eindigde er zijn eerste seizoen echter op een degradatieplaats. Gullegem en Wevelgem, dat wel bij de beteren was geëindigd, besloten de krachten te bundelen. Beide clubs uit de gemeente gingen in 2002 samen tot Koninklijke Sportkring Wevelgem-City. KSK Wevelgem City speelde verder met stamnummer 2997 van Wevelgem; stamnummer 6216 verdween definitief en na 43 jaar viel zo het doek over SK Gullegem. De eerste jaren ging het eerste elftal van de fusieclub in Gullegem spelen.
De fusie zou echter geen onverdeeld succes blijken. Al gauw miste men in Gullegem een eigen club. Een nieuwe club werd opgericht om de geschiedenis van de verdwenen club voort te zetten. De nieuwe club sloot zich als FC Gullegem in 2008 aan bij de voetbalbond onder stamnummer 9512 en nam de rood-witte kleuren van het verdwenen SK Gullegem aan.